# Eutidemo

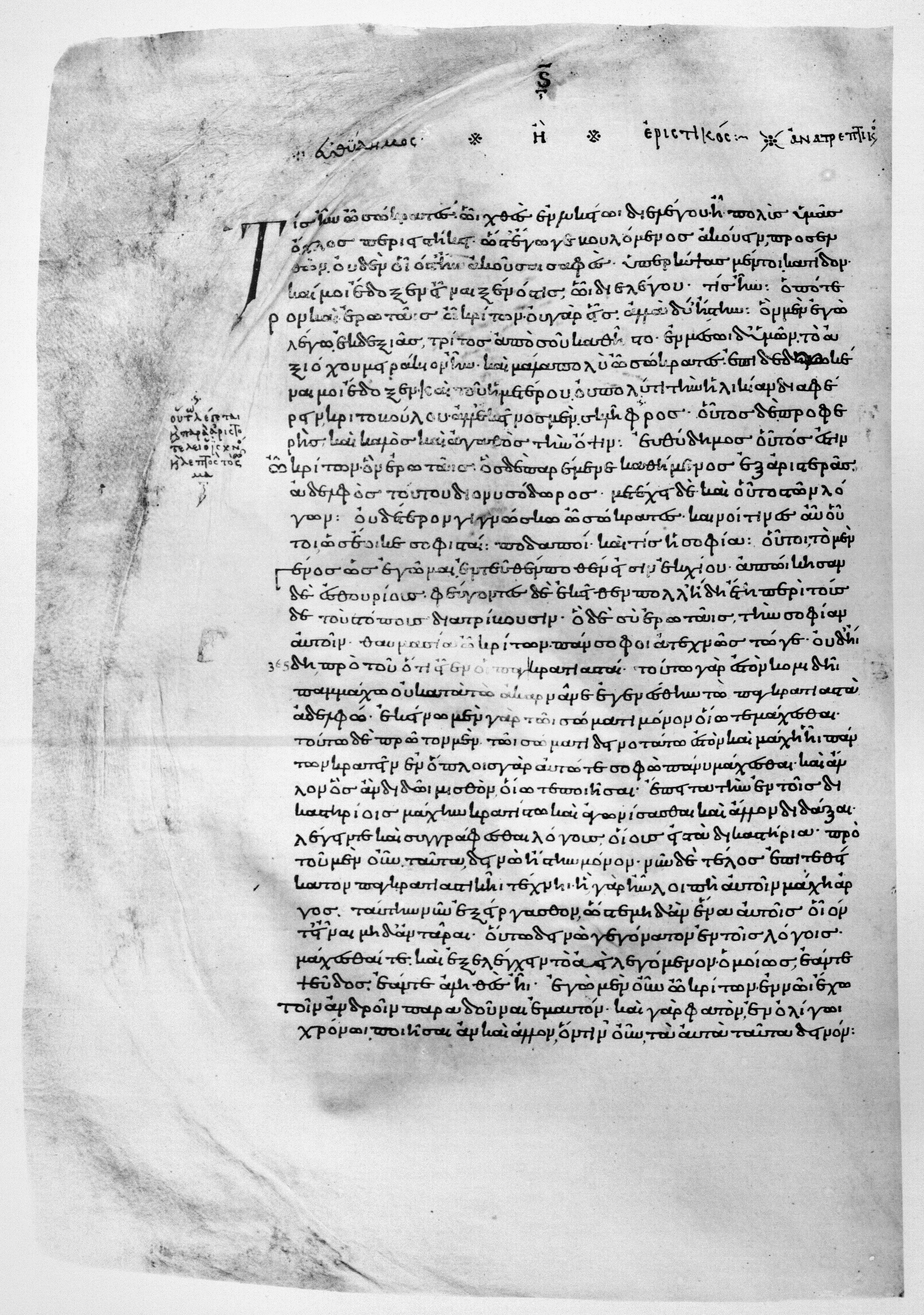

Eutidemo (em grego clássico: Εὐθύδημος Euthydemos) escrito por volta de 384 a.C., é um diálogo de Platão que satiriza o que Platão apresenta como falácias lógicas dos sofistas e manipulação do discurso. É um diálogo aporético, ou seja, onde não se chega a um consenso.
No Eutidemo, Platão transcreve como o sofista Eutidemo se empenha em provar que o pai de Sócrates não é o pai de Sócrates. Sócrates observa que os bens reconhecidos pelos mortais se transformam em males se administrados por imprudentes.